# 乙酸钛
乙酸钛是一种假想的配位络合物，化学式为Ti(C
2H
3O
2)
4。早在X射线晶体学出现和对金属羧酸盐配合物结构趋势的认识之前，古老的文献就对该化合物进行了讨论。

## 制备
乙酸钛可以通过四甲基钛与乙酸反应来制备。

## 相关乙酸钛
目前尚未发现符合“四乙酸钛”配比的乙酸盐，其结构也是未知的。但是通过四烷基钛（钛酸酯）和乙酸的反应可以制得多种碱式乙酸钛。

## 用途
一些据称是乙酸钛的物质已用于生产钛酸铋铁电薄膜。乙酸钛可用于制备乙酸盐衍生溶液。该溶液是通过将乙酸和乙酸铋混合在一起，然后加入乙酸钛制成的。乙酸钛在制造红色和棕色染料时可作为酒石酸锑钾的替代品。